# Letina, Bistrica pri Pliberku
Letina (nemško Lettenstätten) je naselje v Občini Bistrica pri Pliberku v Okraju Velikovec na Koroškem v Avstriji.